# Ennometes onoi
Ennometes onoi is een keversoort uit de familie Callirhipidae. De wetenschappelijke naam van de soort werd in 1940 als Callirhipis onoi gepubliceerd door Blair.